# Kremlmuren

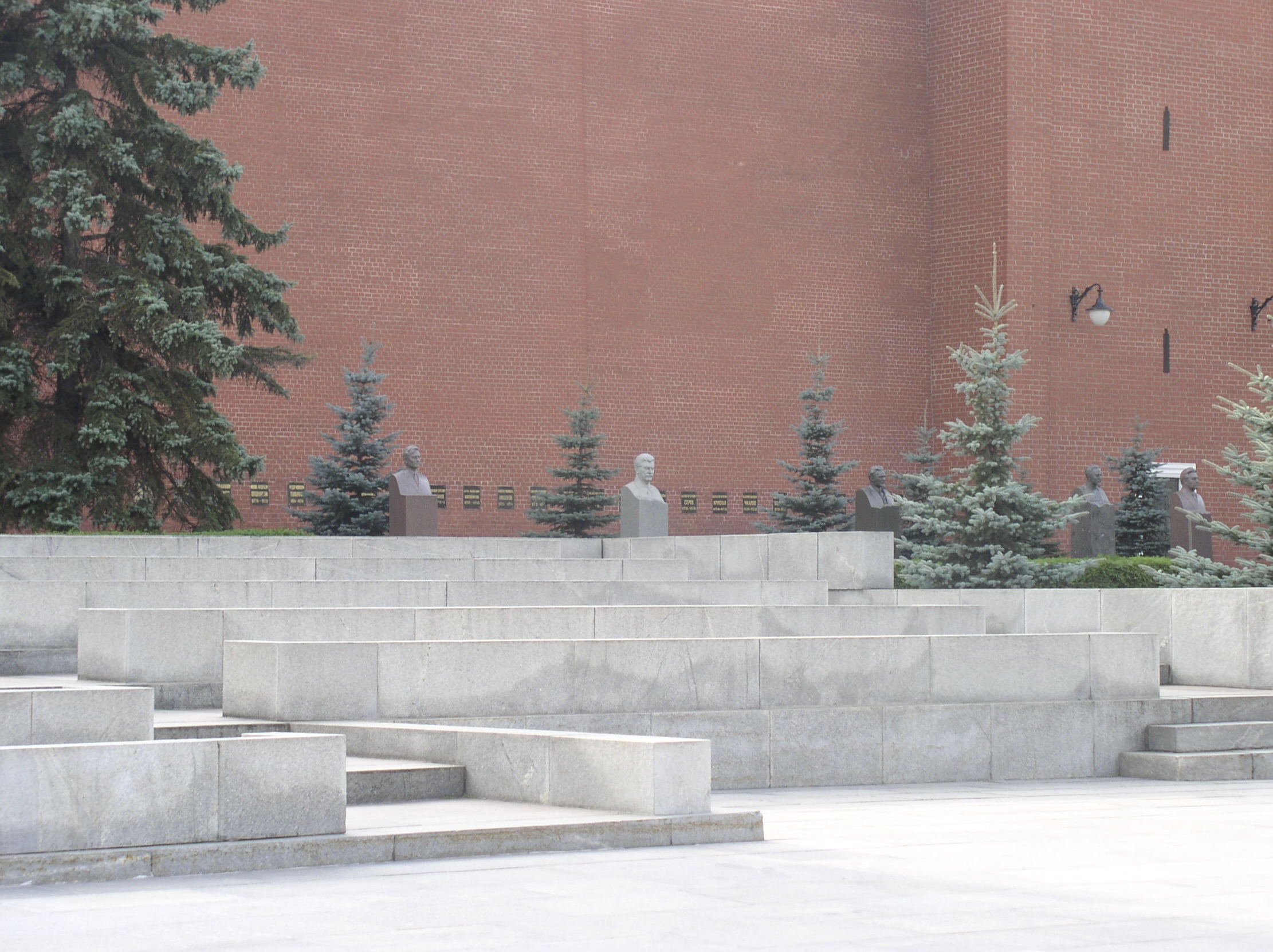
Kremlmuren

Kremlmuren omger Kreml i Moskva och här finns även kyrkogård. Här har politiska och militära ledare i Sovjetunionen gravsatts och utländska kommunister som Clara Zetkin och John Reed. Framför muren befinner sig Leninmausoleet.
Sovjetiska ledare som ligger begravda här är bland andra Jakov Sverdlov, Michail Frunze, Felix Dzerzjinskij, Rozalia Zemljatjka, Michail Kalinin, Josef Stalin, Leonid Brezjnev, Konstantin Tjernenko och Jurij Andropov.
Här vilar även flera kosmonauter, bland andra Jurij Gagarin.
Vladimir Komarov som omkom då Sojuz 1 kraschade vid landningen.
Georgij Dobrovolskij, Viktor Patsajev och Vladislav Volkov som omkom i Sojuz 11.
Även ledaren för det tidiga sovjetiska rymdprogrammet, Sergej Koroljov vilar här.